# Прапор Москви
Прапор Москви є символом Москви. Прийнято 1 лютого 1995 року.

## Опис
Прапор міста Москви — прямокутне полотнище з відношенням ширини до довжини 2:3, темно-червоного кольору, із двостороннім зображенням у центрі прапора основного елемента герба міста Москви — розгорнутого від ратища Святого Георгія Переможця. Габаритна ширина зображення основного елемента герба на прапорі міста Москви повинна становити 2/5 частини довжини полотнища прапора.